# Mathis Wackernagel
Mathis Wackernagel es un defensor de la sostenibilidad nacido en Suiza. Es presidente de Global Footprint Network, un think tank internacional sobre sustentabilidad. Tienen oficinas en Oakland, California  y Ginebra, Suiza. El grupo de expertos es una organización sin fines de lucro que se enfoca en desarrollar y promover métricas para la sustentabilidad.
Después de obtener una licenciatura en ingeniería mecánica del Swiss Federal Institute of Technology, completó su Ph.D. en planificación comunitaria y regional en la Universidad de British Columbia en Vancouver, Canadá en 1994. Allí, en su tesis doctoral con el profesor William Rees, trabajó con Rees en la creación del concepto de huella ecológica y desarrolló la respectiva metodología contable. Ha trabajado en temas de sustentabilidad para organizaciones en Europa, América Latina, América del Norte, Asia y Australia. Wackernagel se desempeñó anteriormente como director del Programa de Sustentabilidad en Redefining Progress en Oakland, California (1999 - 2003), y dirigió el Centro de Estudios de Sustentabilidad / Centro de Estudios para la Sustentabilidad en México (1995-2001). 

## Premios y honores
En noviembre de 2022, la Universidad de Stirling otorgó a Wackernagel un doctorado honoris causa. En su discurso, propuso una "pregunta con la que empezar todo, ya sea que diseñes una política o desarrolles alguna nueva estrategia [...]: ¿amas a la gente?"
En 2018, Wackernagel y Zhifu Mi fueron los ganadores conjuntos del segundo Premio Mundial de Sostenibilidad. Wackernagel, junto con Susan Burns, recibió el Premio Skoll al Emprendimiento Social de la Fundación Skoll en 2007. Recibió un doctorado honoris causa de la Universidad de Berna en 2007, un Premio al Mérito de Conservación del Fondo Mundial para la Naturaleza en 2006 y el Premio Herman Daly de la Sociedad de Economía Ecológica de EE. UU. en 2005. Con Global Footprint Network, recibió el Premio Internacional Calouste Gulbenkian 2008 (Lisboa, Portugal) “dedicado al respeto por la biodiversidad y defensa del medio ambiente en la relación del hombre con la naturaleza”.
En 2013, Wackernagel recibió el premio suizo: Prix Nature Swisscanto. Anteriormente, recibió el Binding-Prize for Nature Conservation de 2012, el premio bianual Kenneth Boulding de la Sociedad Internacional de Economía Ecológica, y el premio Blue Planet de la Asahi Glass Foundation (los dos últimos con William E. Rees ). También recibió el Premio Internacional Zayed de Medio Ambiente 2011 en la categoría "acción que conduce a un cambio positivo en la sociedad". El premio Zayed reconoció la contribución de Wackernagel para “traducir la complejidad del impacto de la humanidad sobre el medio ambiente y los recursos naturales en una forma más comprensible y procesable. El concepto de 'límites ecológicos' y relacionar las demandas de los seres humanos con los recursos ecológicos disponibles en el planeta, ha atraído y está catalizando la acción de gobiernos, empresas y la sociedad civil".
La Lista (En)Rich clasificó a Wackernagel en el puesto 19 de las 100 personas más inspiradoras cuyas contribuciones enriquecen los caminos hacia futuros sostenibles.

## Obras publicadas
- Our Ecological Footprint: Reducing Human Impact on the Earth (Nuestra Huella Ecológica: Reducción del Impacto Humano en la Tierra) (con Williams E. Rees y Phil Testemale, 1995, New Society Publishers) ISBN 0-86571-312-X
- Ecological Footprint: Managing our Biocapacity Budget (con Bert Beyers, 2019, New Society Publishers) ISBN 978-0-86571-911-8
- Sharing Nature's Interest (Compartiendo el interés de la naturaleza) (con Nicky Chambers y Craig Simmons, 2001) ISBN 1-85383-738-5
- The Winners and Losers in Global Competition: Why Eco-Efficiency Reinforces Competitiveness: A Study of 44 Nations (Los ganadores y perdedores en la competencia global: por qué la ecoeficiencia refuerza la competitividad: un estudio de 44 naciones) (con Andreas Sturm, 2003) ISBN 1-55753-357-1
- Der Ecological Footprint. Die Welt neu vermessen. (con Bert Beyers) 2016,ISBN 978-3863930745 (con cifras actualizadas)
- MDPI-Sustainability, 2019, " Defying the Footprint Oracle: Implications of Country Resource Trends (Desafiando el Oracle de la Huella: Implicaciones de las Tendencias de Recursos para los Países) " (acceso abierto)
- Frontiers in Energy Research, 2017, " Making the Sustainable Development Goals Consistent with Sustainability (Hacer que los Objetivos de Desarrollo Sostenible sean consistentes con la sostenibilidad) " (acceso abierto)

## Entrevistas con Wackernagel
- La Vanguardia, España: " La Tierra tiene un límite, pero la avaricia de algunos, no " noviembre 2017
- El Pais, Uruguay: "Uruguay tiene recursos que podrían generar más riqueza que el petróleo, según experto en desarrollo sostenible " septiembre 2024
- El Tiempo, Colombia: "COP16: el cocreador de la huella ecológica está en Cali; ‘si el mundo sigue agotando recursos, en 2050 se necesitarán 3 planetas Tierra’ " octubre 2024